# سیارک ۲۵۴۷۴۹
سیارک ۲۵۴۷۴۹ (به انگلیسی: 254749 Kurosawa، نامگذاری:2005PE6)۲۵۴۷۴۹مین سیارک کشف شده‌است که در ۱۰ اوت ۲۰۰۵ کشف شد.